# Malle Talvet-Mustonen

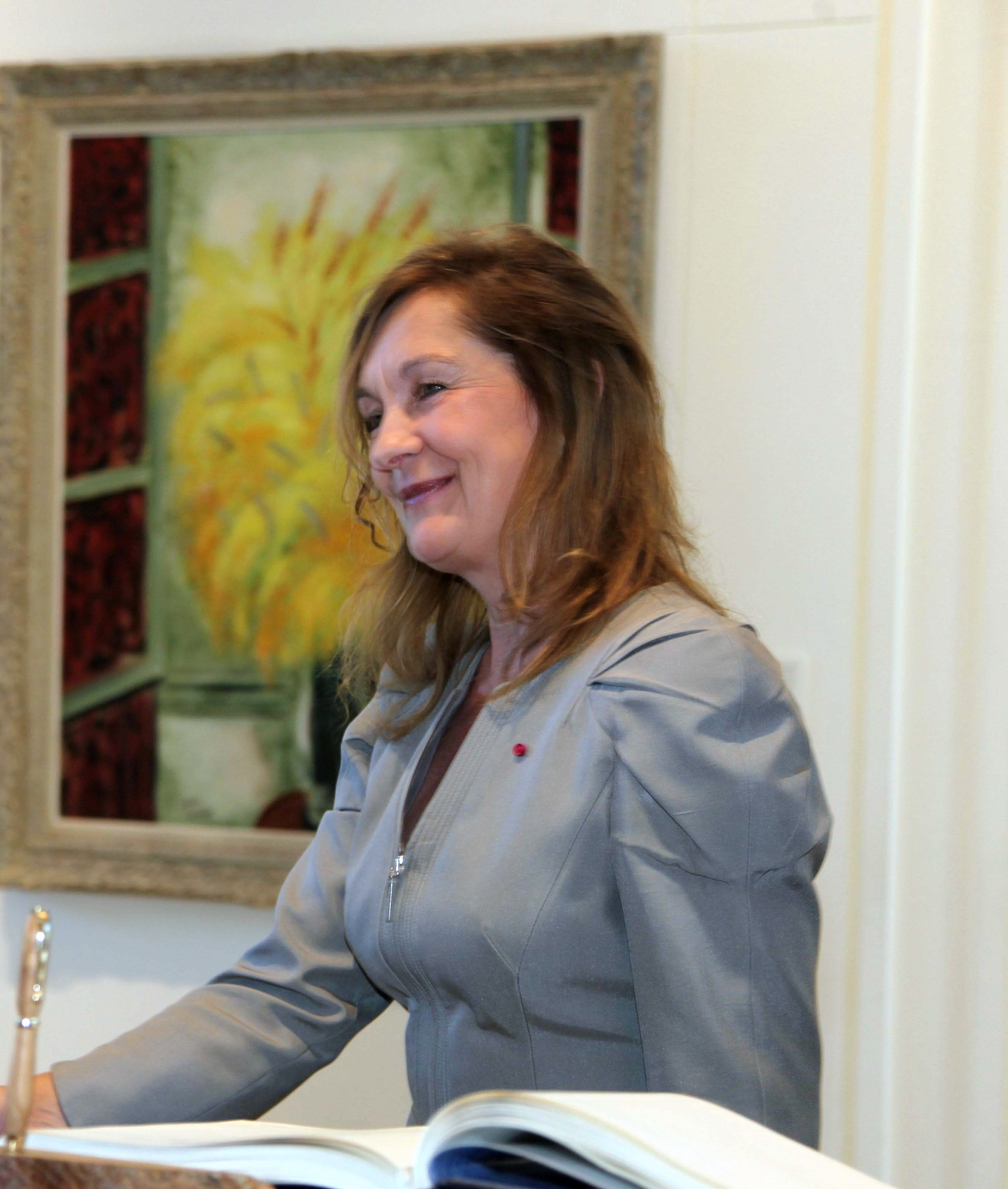
Malle Talvet-Mustonen 2012

Malle Talvet-Mustonen (Geburts- und Übersetzername Malle Talvet, * 16. Dezember 1955 in Pärnu) ist eine estnische Diplomatin und Übersetzerin.

## Leben
Talvet-Mustonen machte 1974 am Tallinner Musikgymnasium Abitur und studierte von 1974 bis 1980 an der Universität Tartu romanische und germanische Philologie. Während des Studiums war sie als Bibliografin und Redakteurin tätig, nach ihrem Abschluss unterrichtete sie zehn Jahre lang Französisch an der Tallinner Sprachenschule. 1990 wurde sie Vertreterin des Estnischen Instituts in Paris, seit 1991 ist sie im Estnischen Außenministerium angestellt.
Zu ihren diplomatischen Stationen zählen Paris, die UNESCO und die Vereinten Nationen (Genf). Von 2003 bis 2008 war sie Botschafterin Estlands in Belgien und Luxemburg, von 2012 bis 2016 in Israel.
Der Literaturwissenschaftler, Dichter und Übersetzer Jüri Talvet ist ihr Bruder. Verheiratet ist sie mit dem Violinisten und Dirigenten Andres Mustonen. Malle Talvert-Mustonen ist seit 1997 Mitglied des Estnischen Schriftstellerverbands.

## Werk
Als Übersetzerin konzentrierte sie sich auf Werke des 20. Jahrhunderts und hat zahlreiche moderne Klassiker ins Estnische übersetzt: Virginia Woolf, Gertrude Stein und Carson McCullers aus dem Englischen, Pierre Pelot, François Mauriac, Marguerite Duras und Guy de Maupassant aus dem Französischen, Fleur Jaeggy, Antonio Tabucchi und Susanna Tamaro aus dem Italienischen.
Ihre eigene Dichtung publizierte sie erstmals 1979 in einer Zeitschrift. 1990 veröffentlichte sie einen Gedichtband, der der Kritik zufolge „die uralte romantische Tradition der Gefühlsdichtung“ pflegte, gleichzeitig aber auch Parallelen zu Doris Kareva aufwies.

## Auszeichnungen
- 2002 Offizier der Ehrenlegion
- 2008 Orden des weißen Sterns (IV. Klasse)
- 2008 Orden Leopolds II. (Großkreuz)
- 2009 Drei-Sterne-Orden (Ritter)

## Lyrik
- Nähtamatult, lakkamatult ('Unsichtbar, unentwegt'). Tallinn: Eesti Raamat 1990. 93 S.

## Sekundärliteratur
- Livia Viitol: Malle Talvet: Pariis on linn, kus ma olin Eesti Vabariik, in: Postimees 12. April 1995.